# Торе Сан Ђенаро (Бриндизи)
Торе Сан Ђенаро (итал. Torre San Gennaro) је насеље у Италији у округу Бриндизи, региону Апулија.
Према процени из 2011. у насељу је живело 4 становника. Насеље се налази на надморској висини од 4 м.